# Мушки
Мушки — стародавні племена фрако-фригійського походження, що в кінці II на початку I тисячоліття до нашої ери мешкали у Східній Анатолії, а пізніше і на Вірменському нагір'ї. За теорією Ігоря Дьяконова саме мушки є предками вірмен. Ряд істориків пов'язували їх з мосхами (Μόσχοι), що згадуються в грецьких джерелах і з назвою грузинської Месхетії. Йосип Флавій ототожнював мосхів з біблійним Мешехом.

## Історія східних мушків
Приблизно в 1190-ті роки до нашої ери східні мушки вторглися в Малу Азію з Балкан. І вже в кінці 1190-их зайняли басейн Галісу, але на тому не зупинилися і продовжували рухатися на схід. 1165 року до нашої ери вони досягли Верхнього Євфрату, де розселилися, створивши на території хуритського царства Алже власну державу під тою ж назвою. Надалі племена мушків з басейнів Галісу та Верхнього Євфрату розділилися на західні та східні. Нащадками західних племен стали каппадокійці й фригійці, а східних - вірмени.
1115 року до нашої ери, мушки з Алже просунулися далі до витоків Хабура, але тоді ж, в 1115—1114 роках, були підкорені ассирійським царем Тіглатпаласаром I. Коли в середині XI століття до нашої ери Ассирія ослабла через нашестя арамеїв мушки відновили свою незалежність. Тоді ж поруч з ними з'явилося кілька заснованих арамеями князівств, серед яких певно було й Арме зі столицею в Нехерії. Це князівство згадується в урартських документах VIII століття, та в ассирійських джерелах XI століття, де говорилось, що в тій місцевості були люди ареме напади яких на ассирійські землі доводиться відбивати.
У X столітті до нашої ери мушки з Алже вдираються на правобережжя Верхнього Євфрату і їх набіги доходять аж до Каркемишу. В цей період мушки-протовірмени вже складають значну частину населення піздньохетського царства Мелід (Малатья). Наприкінці X століття ассирійці поновлюють північні походи. Близько 903, 885 та у 856 роках до нашої ери вони знову підкорюють Алже. Однак, у 830-х рр. до н.е. воно повторно було звільнене. Боротьба з ассирійцями тих часів до певної міри збереглася в народній пам'яті й була відображена у вигляді розповідей про війну з Семірамідою у давньовірменському епосі звідки потрапила до історичної праці Мовсеса Хоренаці.
Близько 795 року до нашої ери Алже завоював урартський цар Менуа який настановив там напівзалежного намісника. Близько 735 року частина Алже ймовірно була відвойована в Урарту Тіглатпаласаром III.
За часів ассирійських походів IX ст. до н.е. та урартського завоювання східні мушки ймовірно розселилися з Алже. До кінця VIII ст. до н.е. вони вже певно заселяли території Меліди, межиріччя верхнього Тигру та Арацані; в тому числі й область Арме. По назві цієї області вони й отримали від своїх південних сусідів, арамеїв назву «армінай» (вірмени). Захоплена ассирійцями в 712 році до нашої ери Меліда близько 680 року здобула незалежність під своєю старою назвою Хатті, але наприкінці 630-х років сталася навала скіфів, які у своїй війні з ассирійцями поруйнували значну частину Передньої Азії. Десь в ті часи влада в Меліді перейшла до вірменської династії, що відома під назвою «Бет-Тогарма». Її засновником був, згідно з переказами, Паруйр син Скайорді (син сака/скіфа). Так було створене царство Арміна — так його називали арамеї та перси, а від них перейняли потім греки. Однак офіційною внутрішньою назвою залишалося «Хатті» звідки самоназва вірмен «хайк».
Близько 609 року Арміна спробувала розширитися за рахунок території держави Урарту, яка гинула під ударами мідійців та вавилонян і розпочала з ними війну, але наприкінці VII століття до нашої ери була ймовірно сама завойована мідіянами. Територія Арміни охоплювала майже усі землі населені протовірменами, а також більшу частину колишнього Урарту. Тож, попри свій васальний статус, царі Арміни Ерванд I та його наступник Тигран I були могутніми володарями.